# Хрудім (округ)
Хру́дім (чеськ. Okres Chrudim) — адміністративно-територіальна одиниця в Пардубицькому краї Чеської Республіки. Адміністративний центр — місто Хрудім. Площа округу — 992,62 км², населення становить 103 945 осіб.
До округу входить 108 муніципалітетів, з котрих 13 — міста.